# Вільхівчик (Тячівський район)
Вільхі́вчик — село в Україні, у Вільховецькій сільській громаді Тячівського району Закарпатської області.
Вздовж вулиці, що не має назви та зазначається як «вулиця с. Вільхівчик», протікає потічок, однозвучний з назвою села. Через нього прокладено кілька мостиків, що сполучають з автошляхом мешканців правобережжя.
До 80-х років ХІХ століття с. Вільхівчик був присілком с.Вільхівці і окремо в документах не згадувався.
В селі Вільхівчик діти почали навчатися в 20-х роках ХХ ст. Школа була розміщена в пристосованому приміщенні біля річки у громадянки Бокоч Ганни. Першим вчителем був емігрант Гутовський. Мова навчання була русинська. Після Гутовського вчителював вчитель Ножічка.
Церква базилічної форми належить до новобудов кінця 1990-х років. Бляшаний двосхилий дах прикрашає невисока башта, завершена шоломоподібною главою, і ще дві декоративні вежки.
Окремо спорудили з каменя та цегли монументальну восьмистінну дзвіницю, вкриту грушеподібною банею з ліхтарем. Така баня характерна для доби українського бароко.
Церква стала жертвою катастрофічної повені восени 1999 р. Гігантський зсув дійшов аж до північного фасаду церкви і спричинив розлом фундаменту та стін.
З церкви винесли іконостас та інші атрибути. Лишилися голі стіни, вкриті малюванням, подекуди ще не завершеним, і написи жертвувачів під композиціями. Громада буде споруджувати новий храм.

## Туристичні місця
-  храм базилічної форми 

## Населення

### Мова
Розподіл населення за рідною мовою за даними перепису 2001 року:
| Мова       | Кількість | Відсоток |
| ---------- | --------- | -------- |
| українська | 1435      | 99.58%   |
| російська  | 6         | 0.42%    |
| Усього     | 1441      | 100%     |